# Gérard Pélisson
Pour les articles homonymes, voir Pélisson.
Gérard Pélisson, né le 9 février 1932 à Lyon 1er et mort le 6 mars 2023 à Mouans-Sartoux, est un homme d'affaires français, cofondateur du groupe Accor et président de l’Institut Paul-Bocuse.

## Biographie
Membre du Club des Cent, Gérard Pélisson obtient son diplôme d'ingénieur à l'École centrale de Paris (promotion 1955) et au MIT.
S'inspirant de l'entreprise américaine d'hôtels standardisés construits en périphérie urbaine Holiday Inn, il crée avec Paul Dubrule plusieurs hôtels du même type autour de Lille, Colmar, Marseille et Bordeaux dans les années 1960-1970, à une époque où le secteur français était encore traditionnel. Leur groupe, qui s'internationalise dans les années 1970, donne naissance à Accor en 1983.
L'un des soutiens de Charles Millon, il a été parrain de l'École internationale de commerce et développement 3A en 1993[réf. nécessaire].
Il est le président de l'Union des Français de l'étranger de 1997 à 2018, avant d'en devenir le président d'honneur.
En 2008, il raconte, avec Paul Dubrule, l'histoire de l'aventure d'Accor dans un livre L'Harmonie du Groupe Accor publié chez Transversales Éditions.
Le 27 janvier 2011, il livre à la presse les raisons pour lesquelles le groupe Accor a quitté la Tunisie trois ans auparavant : « En Tunisie, on a été obligé par exemple de racheter 7 millions d'euros un hôtel pourri qui ne valait strictement rien, pour permettre à une banque de placer cet argent à son actif. Ce n'est plus possible ».
Il meurt le 6 mars 2023 à Mouans-Sartoux, des suites d'une longue maladie selon l’annonce faite par sa famille.

### Famille
Gilles Pélisson est son neveu.

## Distinctions
France
- Grand officier de la Légion d'honneur (2006) et membre du conseil de l'ordre national de la Légion d'honneur (2007)[9] ; commandeur (2002)[10] ; officier (1995)[11] ; chevalier (1987).
- Officier de l'ordre national du Mérite (2000)[12] ; chevalier (1986).

Étranger
- Grand officier de l'ordre de la République (Tunisie, 2001)[13].
- Commandeur de l'ordre du Ouissam alaouite (Maroc, 2005)[14].